# KLM Open 2018
Het KLM Open 2018 is een golftoernooi dat gespeeld werd op de baan van The Dutch bij Spijk van 13 tot en met 16 september 2018. Het toernooi maakte deel uit van de Europese PGA Tour 2018.
De Chinees Wu Ashun won het toernooi, voor de Engelsman Chris Wood en de Belg Thomas Detry.
1912 ··· 1972 · 1973 · 1974 · 1975 · 1976 · 1977 · 1978 · 1979 · 1980 · 1981 · 1982 · 1983 · 1984 · 1985 · 1986 · 1987 · 1988 · 1989 · 1990 · 1991 · 1992 · 1993 · 1994 · 1995 · 1996 · 1997 · 1998 · 1999 · 2000 · 2001 · 2002 · 2003 · 2004 · 2005 · 2006 · 2007 · 2008 · 2009 · 2010 · 2011 · 2012 · 2013 · 2014 · 2015 · 2016 · 2017 · 2018 · 2019 · 2020